# Sanne Verhagen
Sanne Verhagen (Best, 24 de agosto de 1992) es una deportista neerlandesa que compite en judo. Ganó una medalla de bronce en el Campeonato Mundial de Judo de 2014, en la categoría de –57 kg.

## Palmarés internacional
| Campeonato Mundial | Campeonato Mundial  | Campeonato Mundial | Campeonato Mundial |
| Año                | Lugar               | Medalla            | Categoría          |
| ------------------ | ------------------- | ------------------ | ------------------ |
| 2014               | Cheliábinsk (Rusia) | Medalla de bronce  | –57 kg             |